# Eck Robertson

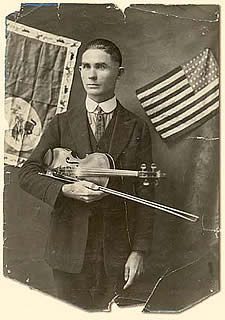
Alexander "Eck" Robertson

Alexander "Eck" Robertson, född 20 november 1887 i Delaney, Arkansas, död 15 februari 1975 i Borger, Texas, var en amerikansk violinist och Old-Time-musiker. Robertson är mest känd för att 1922 ha gjort de första skivinspelningarna med countrymusik med Henry Gilliland.

## Biografi
Robertson föddes i Arkansas och växte upp på en gård i Texas Panhandle, dit hans familj flyttade när han var tre år gammal. Hans far, farfar och farbröder var spelmän och deltog i lokala tävlingar. Fadern var en veteran från amerikanska inbördeskriget och var bonde. Robertson lärde sig spela fiol vi femårsåldern. Senare lärde han även hantera banjo och gitarr. 1904 bestämde han sig för att bli professionell musiker, lämnade hemmet och besökte Indianterritoriet. 1906 gifte han sig och bosatte sig ner i Vernon, Texas. Han arbetade där som pianostämmare för Total Line Music Company.
Eck Robertson och hustrun Nettie uppträdde vid stumfilmsteatrar och eftersom Robertson var son till en soldat ur Sydstatsarmén kunde han uppträda vid tillställningar för före detta sydstatssoldater runtom i södern. Vid ett sådant tillfälle träffade Robertson den 74-årige Henry C. Gilliland, med vilken han började uppträda. De två reste sedan till New York, där de upprättade skivkontrakt med Victor Talkning Machine Company. Under fredagen den 30 juni 1922 inleddes skivinspelningarna. På skivföretagets begäran, återvände Robertson dagen därpå, den 1 juli, utan sällskap av Gilliland. Robertson gjorde då sex soloinspelningar. Den 12 augusti 1929 gjorde Robertson nya skivinspelningar, denna gång med hustrun Nettie på gitarr, dottern Daphne på tenorgitarr och sonen Dueron på tenorbanjo. Den 20 september 1940 registrerades 100 fiolinspelningar med Robertson i Dallas, men inga av dessa har upptäckts.
Robertson fortsatte att framföra musik vid danser, teatrar och i radio. 1963 besökte John Cohen, Mike Seeger och Tracy Schwartz Eck Robertson i dennes hem i Amarillo, Texas och spelade in hans framföranden. Robertson avled 1975 i Borger, Texas, och gravsattes på Westlawn Memorial Park Cemetery. Hans gravsten är märkt med meningen: World's Champion Fiddler.